# イザベル・モレッティ
イザベル・モレッティ（Isabelle Moretti, 1964年5月5日 - ）は、フランス出身のハープ奏者。

## 経歴
リヨンの生まれ。地元リヨンでジェルメーヌ・ロレンツィーニにハープを学び、1983年にパリ音楽院でプルミエ・プリを取得し、同年のミュンヘン国際音楽コンクールのハープ部門で2位入賞を果たした。その後、1986年のジュネーヴ国際音楽コンクールのハープ部門で3位に入賞し、1988年のイスラエル国際ハープ・コンクールで優勝を果たした。2006年にはパリのシャンゼリゼ劇場でフィリップ・エルサンのハープ協奏曲の初演で独奏を務めた。
教育活動も旺盛に行い、主な弟子にエマニュエル・セイソンや福井麻衣などがいる。